# Recea
Recea es una comuna ubicada en el distrito de Maramureș, Rumania.

## Superficie
Cuenta con una superficie de 43,88 kilómetros cuadrados.

## Demografía
Hasta 2021 la población era de 6642 habitantes, con una densidad de población de 151,4 habitantes por kilómetro cuadrado.